# Bakteriochlorofyl

Bakteriochlorofyl b

Bakteriochlorofyl je fotosyntetický pigment vyskytující se ve fotosyntetizujících bakteriích místo klasického chlorofylu. Vyskytuje se zejména u purpurových bakterií či u kmene Chlorobi.
V bakteriích se vyskytují bakteriochlorofyly a, b, c, d, e a g, bakteriochlorofyl f nebyl v přírodě prokázán. Bakteriochlorofyly c a d jsou odvozeny od chlorinu (1 redukovaný pyrrolový kruh), ostatní od bakteriochlorinu (2 redukované pyrrolové kruhy), což jsou cyklické látky patřící mezi porfyriny, které vážou hořčík.